# 珍妮·伯恩
珍妮·伯恩（英語：Jenny Byrne，1967年2月25日—），澳大利亚前女子网球运动员。她曾代表澳大利亚参加1992年夏季奥林匹克运动会网球比赛，在女子单打项目第一轮遭意大利选手拉法埃拉·雷吉-孔卡托淘汰。